# Costanzo di Niardo
San Costanzo di Niardo al secolo Costanzo Rodondesco (Niardo, 1066 – Conche di Nave, 1151 circa) è stato un religioso italiano vissuto in eremitaggio durante gli ultimi anni della sua vita.

## Vita
Costanzo Rodondesco nacque nel 1066 a Niardo da famiglia nobile; infatti, intorno al Mille alcuni membri della casata, che aveva delle terre in Toscana, si stabilirono nel piccolo paese camuno.
Il giovane si trovò implicato nelle lotte tra guelfi e ghibellini; poiché la famiglia era guelfa, Costanzo dovette difendere gli interessi del vescovo di Brescia, anche se le sue opinioni erano spesso in contrasto con quelle della Curia bresciana.
La decisione di ritirarsi dalla vita militare e di diventare un eremita giunse al termine di una battaglia, dopo che vide morti o mutilati (lui stesso fu ferito) molti dei suoi amici (questo cammino di conversione fu anche seguito da sant'Obizio, anch'egli nato a Niardo). Si recò come eremita in una grotta nei pressi della cittadina di Nave, dove rimase negli ultimi anni della sua vita e dove morì dopo aver fondato la casa degli umiliati (che riuniva vari penitenti).
Il suo corpo e quello di Obizio furono trasferiti nel monastero di Santa Giulia a Brescia dove rimasero fino al 1797, quando il monastero si sciolse; mentre Sant'Obizio ritornava a Niardo, San Costanzo veniva inviato alla parrocchia di Nave.

## Culto
Ogni anno Niardo celebra la solenne festa di sant'Obizio, san Costanzo e del beato Innocenzo da Berzo, la prima domenica di maggio. Nelle solenni celebrazioni la Compagnia Guardie d'Onore di Sant'Obizio scorta l'urna delle reliquie per le vie del paese.